# آندژی مای
آندژی مای (لهستانی: Andrzej Maj؛ ۱ سپتامبر ۱۹۵۰ – ۱۶ ژوئن ۲۰۰۵) یک فیلم‌نامه‌نویس، کارگردان نمایش، و کارگردان فیلم اهل لهستان بود.
او در اواسط دههٔ ۱۹۷۰ میلادی، جزئی از هنرمندان پیونیتسا پد بارانامی بود و بعدها دو فیلم مستند دربارهٔ پیوتر اسکژنتسکی و یژی ترلا ساخت.